# آدم بوزيد
آدم بوزيد هو لاعب كرة قدم جزائري في مركز الوسط، ولد في 30 نوفمبر 1987 في نانسي في فرنسا. لعب مع مولودية العلمة ونادي المولودية الوجدية ونادي ساوثيند يونايتد.

## وصلات خارجية
- آدم بوزيد على موقع قاعدة بيانات كرة القدم.إي يو (الإنجليزية)
- آدم بوزيد على موقع Soccerbase.com (لاعب) (الإنجليزية)
- آدم بوزيد على موقع Soccerway.com (الإنجليزية)
- آدم بوزيد على موقع عالم كرة القدم.نت (الإنجليزية)